# Prozessbegleiter
Prozessbegleiter hat zwei Bedeutungen:

## Prozessbegleitung in Organisationen
Der Beratungsansatz Prozessbegleitung  in Organisationen unterstützt Führungskräfte und Mitarbeiter bei Veränderungsvorhaben. Prozessbegleiter benötigen dazu Einblicke in die jeweiligen Arbeitszusammenhänge, kennen Gestaltungskomponenten innerhalb des Prozessdesigns, beherrschen Interventionstechniken aus verschiedenen Beratungsschulen und stellen die Selbstbefähigung und Potentialentfaltung in den Fokus.
Es kann zwischen einem externen und einem internen Prozessbegleiter unterschieden werden, wobei es sich bei einem externen Prozessbegleiter um einen außerhalb des Unternehmens stehenden Berater handelt, während der interne Prozessbegleiter Mitarbeiter des Unternehmens ist, der diese Rolle einnimmt.
Prozessbegleiter haben keine Vorgesetztenfunktion, sondern sollen „neutrale“ Begleiter des Gruppenentwicklungsprozesses sein.
Prozessbegleiter sind in Unternehmen nicht zuständig für fachliche Fragen und Probleme, sondern sie sind die Fachleute für soziale Prozesse und die Methoden der Gruppenarbeit. Eine ihrer wichtigsten Aufgaben bei der Unterstützung der einzelnen Mitarbeiter auf dem Weg zur Gruppenfindung ist die Funktion des Feedbackgebers. Sie halten den Mitarbeitern in der Gruppe den Spiegel vor, um gruppendienstliche Verhaltensweisen zu stärken und hinderliches Verhalten offenzulegen und zu reduzieren.

## Psychosoziale Prozessbegleitung
Psychosoziale Prozessbegleitung ist eine besondere Form der Begleitung vor, während und nach Gerichtsverhandlungen. Sie umfasst die qualifizierte Betreuung, Informationsvermittlung und Unterstützung von Opfern in einem Strafverfahren, um die Belastung von Opfern zu reduzieren. Prozessbegleitung ist keine Rechtsberatung oder rechtsanwaltliche Vertretung, sondern als nicht-rechtliche Begleitung ein zusätzliches Angebot für besonders schutzbedürftige Opfer. Psychosoziale Prozessbegleiterinnen und Prozessbegleiter haben das Recht, bei Vernehmungen des Opfers anwesend zu sein.
Die wesentlichen rechtlichen Grundlagen für die psychosoziale Prozessbegleitung sind in Deutschland in § 406g der Strafprozessordnung und im Gesetz über die psychosoziale Prozessbegleitung im Strafverfahren (PsychPbG) geregelt.
Für Österreich siehe den Hauptartikel: Psychosoziale Prozessbegleitung.